# 卡努里語
卡努里語（英語：Kanuri）是一種於尼日利亞，尼日爾，乍得和喀麥隆地区，共4百萬人使用的方言連續體，於利比亞南部的少數民族及散居於蘇丹的人也皆有使用。它屬於尼羅-撒哈拉語系中的撒哈拉語族。卡努裡語在乍得湖地區中加涅姆帝國及博爾努帝國有著一千年的使用歷史。
此語言使用主賓謂結構，且常帶有前置詞。
卡努里語有三種聲調，分別為高、低及下降。其亦具有廣泛輔音弱化的系統。作為一種本地通用語，其使用率於近年漸漸下降，而大部分母語使用者皆使用豪薩語或阿拉伯語作為第二語言。

## 地理分佈
卡努里語主要集中在乍得湖盆地的低地，而喀麥隆、乍得、尼日爾、尼日利亞及蘇丹皆有使用族群。

## 變種
民族語將卡努里語分作以下幾種語言，而大部分語言學家都將其當作一種的獨立語言的方言。
- Central Kanuri
- Manga Kanuri
- Tumari Kanuri
- Kanembu

## 卡努里書面語
卡努里書面語主要使用阿拉伯文字，而400年來主要用於宗教或法庭。卡努里書面語近期也有改寫作拉丁字母。
其使用的字母有：a b c d e ǝ f g h i j k l m n ny o p r ɍ s sh t u w y z.